# 2009 en chimie
Cet article présente les faits marquants de l'année 2009 en chimie.

## Évènements
- Fondation de la revue Nature Chemistry[1].
- juin 2009 : Découverte en Russie d'un quasi-cristal d'icosahédrite d'origine non-anthropique[2].
- 41ème Olympiades Internationales de Chimie, organisées à Cambridge au Royaume-Uni du 18 juillet au 27 juillet[3].

## Prix
- Prix Nobel de chimie : Venkatraman Ramakrishnan, Thomas Steitz et Ada Yonath pour leur découverte et le développement de la protéine fluorescente verte[4],[5].
- Prix Procter & Gamble : Jacob Israelachvili[6]
- Prix Anselme-Payen : Alfred French[7]
- Médaille Garvan-Olin : Kathlyn A. Parker[8]
- Prix Ernest-Guenther : Peter Wipf[9]
- ACS Award in Pure Chemistry : Garnet K.L. Chan[10]
- Arthur C. Cope Award : Manfred Reetz[11]
- Prix Irving-Langmuir : William E. Moerner[12]
- Médaille Priestley : M. Frederick Hawthorne[13],[14],[15]
- Médaille Davy : Jeremy Sanders pour ses contributions pionnières dans plusieurs domaines, et plus récemment dans le domaine de la chimie combinatoire dynamique à l'avant-garde de la chimie supramoléculaire[16],[17].
- Grand prix Émile-Jungfleisch: Laurent Meijer[18],[19]
- Prix Alfred-Bader : André Charette[20]
- Médaille Kołos : Joachim Sauer[21]

- Grand prix Pierre-Süe : Ludwik Leibler et Clément Sanchez[22],[23]
- Grand prix Achille-Le-Bel : Janine Cossy[24]
- Claude S. Hudson Award in Carbohydrate Chemistry : Peter H. Seeberger[25]
- Médaille William-H.-Nichols : Carolyn R. Bertozzi[26]

## Décès
- 19 mai : Robert Furchgott (né en 1916), biochimiste et pharmacologue américain, prix Nobel de physiologie ou médecine en 1998.
- 21 décembre : Edwin G. Krebs (né en 1918), biochimiste américain, prix Nobel de physiologie ou médecine en 1992.